# K’s Choice
K’s Choice ist eine belgische Band um den Sänger Sam Bettens, gegründet 1992 unter dem Namen The Choice. Musikalisch beeinflusst wurde die Band unter anderem von den Indigo Girls und R.E.M. K's Choice gelten als eine der erfolgreichsten Bands Belgiens.

## Geschichte
Sam Bettens, der vor der Bekanntgabe seiner eigentlichen geschlechtlichen Zugehörigkeit im Jahr 2019 Musik als Sarah Bettens veröffentlichte, hatte 1992 in Belgien einen ersten kleinen Hit mit einer Coverversion des Hank-Williams-Stücks I’m so Lonesome I Could Cry. Als ihm ein Vertrag angeboten wurde, gründete er gemeinsam mit seinem Bruder Gert Bettens die Band The Choice. Mit Hilfe von Studiomusikern wurde das erste Album The Great Subconscious Club eingespielt, das nach der Veröffentlichung in Europa 1994 von Sony Music auch in den USA vertrieben wurde. Es folgte die erste Tour, bei der die Band in Frankreich Morphine, in Großbritannien The Proclaimers und in Deutschland und den USA die Indigo Girls als Vorgruppe begleitete. Auf Grund der erhöhten Bekanntheit in Amerika wurde auch die US-Band The Choice auf die gleichnamige Gruppe aufmerksam und untersagte die Verwendung des Namens, woraufhin sich die Band – in Anlehnung an den Protagonisten aus Franz Kafkas Der Prozess – in K’s Choice umbenannte.
Nach der Veröffentlichung des zweiten Albums, Paradise in Me mit dem größten Erfolg der Band Not an Addict, spielten K’s Choice auf verschiedenen europäischen Festivals und erregten dabei die Aufmerksamkeit von Alanis Morissette, mit der sie in der Folge 1996 auf Stadiontour in Amerika gingen.
Das dritte Album, Cocoon Crash, wurde 1998 gemeinsam mit dem Musikproduzenten Gil Norton aufgenommen. Die Europatour zu diesem Album musste auf das folgende Jahr verschoben werden, da Gert Bettens an Pfeiffer-Drüsenfieber erkrankt war. 2000 veröffentlichte die Band ihr viertes Album Almost Happy und hatte einen Auftritt in der Folge Doppelgangland der Serie Buffy – Im Bann der Dämonen, bei dem sie das Lied Virgin State of Mind sang. Nach Veröffentlichung eines Live- sowie eines Best-of-Albums und ausgiebigen Tourneen durch Amerika, Europa und Australien beschloss die Gruppe im Jahr 2003, eine Auszeit zu nehmen. Sam Bettens begann eine Solokarriere und veröffentlichte 2005 sein erstes Soloalbum Scream und 2007 sein zweites Album Shine. Auch Gert Bettens beschäftigte sich weiterhin mit Musik. So produzierte er unter anderem ein Album von Venus in Flames und veröffentlichte die Alben Good Morning Hope (2005) und Comet (2007) mit seiner neuen Band Woodface.
Im März 2008 spielten Sam und Gert erstmals seit Beginn ihrer Auszeit vier Konzerte im Rahmen der k’s Choice unplugged! mini club tour 2008. Am 7. August 2009 traten K’s Choice in Belgien auf dem Folkfestival Dranouter auf. Dieser Auftritt wurde auf der Bandhomepage als erster Live-Auftritt seit 2003 beworben.
Am 26. März 2010 erschien das fünfte Studioalbum Echo Mountain in den Benelux-Ländern mit der Single-Auskopplung Come Live the Life.

## Diskografie

### Studioalben
| Jahr | Titel                       | Höchstplatzierung, Gesamtwochen, AuszeichnungChartplatzierungen (Jahr, Titel, Platzierungen, Wochen, Auszeichnungen, Anmerkungen) | Höchstplatzierung, Gesamtwochen, AuszeichnungChartplatzierungen (Jahr, Titel, Platzierungen, Wochen, Auszeichnungen, Anmerkungen) | Höchstplatzierung, Gesamtwochen, AuszeichnungChartplatzierungen (Jahr, Titel, Platzierungen, Wochen, Auszeichnungen, Anmerkungen) | Höchstplatzierung, Gesamtwochen, AuszeichnungChartplatzierungen (Jahr, Titel, Platzierungen, Wochen, Auszeichnungen, Anmerkungen) | Höchstplatzierung, Gesamtwochen, AuszeichnungChartplatzierungen (Jahr, Titel, Platzierungen, Wochen, Auszeichnungen, Anmerkungen) | Höchstplatzierung, Gesamtwochen, AuszeichnungChartplatzierungen (Jahr, Titel, Platzierungen, Wochen, Auszeichnungen, Anmerkungen) | Anmerkungen |
| Jahr | Titel                       | DE | CH | US | NL | BEF | BEW | Anmerkungen |
| ---- | --------------------------- | --- | --- | --- | --- | --- | --- | --- |
| 1993 | The Great Subconscious Club | — | — | — | — | BEF36 (7 Wo.)BEF | — | als The Choice Chartplatzierung nach Wiederveröffentlichung 1998                                                                                   |
| 1995 | Paradise in Me              | — | — | US121 (16 Wo.)US | NL10 Platin · (89 Wo.)NL | BEF1 Platin · (42 Wo.)BEF | BEW13 (28 Wo.)BEW | Erstveröffentlichung: 29. September 1995 |
| 1998 | Cocoon Crash                | DE90 (3 Wo.)DE | CH48 (3 Wo.)CH | — | NL5 Platin · (52 Wo.)NL | BEF1 Platin · (39 Wo.)BEF | BEW15 (24 Wo.)BEW | Erstveröffentlichung: 3. April 1998 |
| 2000 | Almost Happy                | DE81 (1 Wo.)DE | CH36 (9 Wo.)CH | — | NL7 Gold · (21 Wo.)NL | BEF3 Gold · (14 Wo.)BEF | BEW19 (8 Wo.)BEW | Erstveröffentlichung: 26. Oktober 2000 |
| 2010 | Echo Mountain               | — | CH46 (2 Wo.)CH | — | NL5 (13 Wo.)NL | BEF1 (22 Wo.)BEF | BEW15 (19 Wo.)BEW | Erstveröffentlichung: 26. März 2010 |
| 2011 | Little Echoes               | — | — | — | NL87 (1 Wo.)NL | BEF78 (2 Wo.)BEF | — | Erstveröffentlichung: 4. November 2011 Akustik-Album                                                                                               |
| 2013 | Waving at the Sun           | — | — | — | NL34 (3 Wo.)NL | BEF28 (17 Wo.)BEF | BEW60 (5 Wo.)BEW | Erstveröffentlichung: 19. September 2013 Nebenprojekt von Sarah Bettens, in Europa 2013 als Bettens veröffentlicht, in den USA 2014 als K’s Choice |
| 2015 | The Phantom Cowboy          | — | — | — | NL12 (4 Wo.)NL | BEF3 (28 Wo.)BEF | BEW28 (11 Wo.)BEW | Erstveröffentlichung: 5. Februar 2015 |
| 2016 | The Backpack Sessions       | — | — | — | — | BEF110 (2 Wo.)BEF | — | Erstveröffentlichung: 5. November 2016 Akustik-Tour-Album                                                                                          |
| 2018 | Love = Music                | — | — | — | — | BEF10 (18 Wo.)BEF | BEW140 (1 Wo.)BEW | Erstveröffentlichung: 1. Juni 2018 |

grau schraffiert: keine Chartdaten aus diesem Jahr verfügbar

### Livealben
| Jahr | Titel                         | Höchstplatzierung, Gesamtwochen, AuszeichnungChartplatzierungen (Jahr, Titel, Platzierungen, Wochen, Auszeichnungen, Anmerkungen) | Höchstplatzierung, Gesamtwochen, AuszeichnungChartplatzierungen (Jahr, Titel, Platzierungen, Wochen, Auszeichnungen, Anmerkungen) | Höchstplatzierung, Gesamtwochen, AuszeichnungChartplatzierungen (Jahr, Titel, Platzierungen, Wochen, Auszeichnungen, Anmerkungen) | Höchstplatzierung, Gesamtwochen, AuszeichnungChartplatzierungen (Jahr, Titel, Platzierungen, Wochen, Auszeichnungen, Anmerkungen) | Höchstplatzierung, Gesamtwochen, AuszeichnungChartplatzierungen (Jahr, Titel, Platzierungen, Wochen, Auszeichnungen, Anmerkungen) | Höchstplatzierung, Gesamtwochen, AuszeichnungChartplatzierungen (Jahr, Titel, Platzierungen, Wochen, Auszeichnungen, Anmerkungen) | Anmerkungen                         |
| Jahr | Titel                         | DE | CH | US | NL | BEF | BEW | Anmerkungen                         |
| ---- | ----------------------------- | --- | --- | --- | --- | --- | --- | ----------------------------------- |
| 2001 | Live                          | — | CH73 (3 Wo.)CH | — | NL16 (7 Wo.)NL | BEF8 (9 Wo.)BEF | BEW8 (6 Wo.)BEW |                                     |
| 2018 | Live at the Ancienne Belgique | — | — | — | — | BEF12 (16 Wo.)BEF | BEW84 (2 Wo.)BEW | Erstveröffentlichung: 16. März 2018 |

### Kompilationen
| Jahr | Titel                        | Höchstplatzierung, Gesamtwochen, AuszeichnungChartplatzierungen (Jahr, Titel, Platzierungen, Wochen, Auszeichnungen, Anmerkungen) | Höchstplatzierung, Gesamtwochen, AuszeichnungChartplatzierungen (Jahr, Titel, Platzierungen, Wochen, Auszeichnungen, Anmerkungen) | Höchstplatzierung, Gesamtwochen, AuszeichnungChartplatzierungen (Jahr, Titel, Platzierungen, Wochen, Auszeichnungen, Anmerkungen) | Höchstplatzierung, Gesamtwochen, AuszeichnungChartplatzierungen (Jahr, Titel, Platzierungen, Wochen, Auszeichnungen, Anmerkungen) | Höchstplatzierung, Gesamtwochen, AuszeichnungChartplatzierungen (Jahr, Titel, Platzierungen, Wochen, Auszeichnungen, Anmerkungen) | Höchstplatzierung, Gesamtwochen, AuszeichnungChartplatzierungen (Jahr, Titel, Platzierungen, Wochen, Auszeichnungen, Anmerkungen) | Anmerkungen                              |
| Jahr | Titel                        | DE | CH | US | NL | BEF | BEW | Anmerkungen                              |
| ---- | ---------------------------- | --- | --- | --- | --- | --- | --- | ---------------------------------------- |
| 1999 | Extra Cocoon - All Access    | — | — | — | NL30 (8 Wo.)NL | BEF20 (8 Wo.)BEF | BEW43 (3 Wo.)BEW | Erstveröffentlichung: 25. Januar 1999    |
| 2003 | 10 - 1993>2003, Ten Years of | — | — | — | NL73 (4 Wo.)NL | BEF9 (17 Wo.)BEF | BEW22 (4 Wo.)BEW | Erstveröffentlichung: 29. September 2003 |
| 2017 | 25                           | — | — | — | NL44 (1 Wo.)NL | BEF4 (20 Wo.)BEF | BEW45 (11 Wo.)BEW | Erstveröffentlichung: 24. März 2017      |

### Fanclub-Veröffentlichungen
- 1998: 2000 Seconds Live
- 2001: Home
- 2003: Running Backwards

### Singles
| Jahr | Titel Album                         | Höchstplatzierung, Gesamtwochen, AuszeichnungChartplatzierungen (Jahr, Titel, Album, Platzierungen, Wochen, Auszeichnungen, Anmerkungen) | Höchstplatzierung, Gesamtwochen, AuszeichnungChartplatzierungen (Jahr, Titel, Album, Platzierungen, Wochen, Auszeichnungen, Anmerkungen) | Höchstplatzierung, Gesamtwochen, AuszeichnungChartplatzierungen (Jahr, Titel, Album, Platzierungen, Wochen, Auszeichnungen, Anmerkungen) | Anmerkungen                                           |
| Jahr | Titel Album                         | NL | BEF | BEW | Anmerkungen                                           |
| ---- | ----------------------------------- | --- | --- | --- | ----------------------------------------------------- |
| 1995 | Not an Addict Paradise in Me        | NL19 (8 Wo.)NL | BEF8 (23 Wo.)BEF | BEW25 (13 Wo.)BEW |                                                       |
| 2000 | Almost Happy                        | NL39 (2 Wo.)NL | BEF46 (3 Wo.)BEF | — |                                                       |
| 2000 | Busy Almost Happy                   | NL39 (2 Wo.)NL | — | — |                                                       |
| 2009 | When I Lay Beside You Echo Mountain | — | BEF3 (4 Wo.)BEF | — | geschrieben für die Spendenaktion Music for Life 2016 |
| 2010 | Come Live the Life Echo Mountain    | — | BEF11 (8 Wo.)BEF | BEW30 (1 Wo.)BEW |                                                       |

Weitere Singles
- 1997: Dad
- 1998: Believe
- 1998: Everything for Free
- 2003: Losing You
- 2010: Echo Mountain
- 2011: Message to My Girl
- 2013: Surrender (als Bettens)
- 2013: Hell Like Heaven (als Bettens)
- 2015: Private Revolution
- 2015: I Was Wrong About Everything
- 2015: Bag Full of Concrete
- 2015: Perfect Scar
- 2015: Down
- 2016: Evelyn
- 2017: Not an Addict 2017 (feat. Skin)
- 2022: Time is a Parasite

## Belege
1. 1 2 3 4  Chartquellen: DE CH US NL Alben NL Singles BEF BEW
2. ↑  Auszeichnungen für Musikverkäufe: BE NL
3. ↑  Themalied Music for Life komt van K's Choice  - Gazet van Antwerpen (niederländisch) vom 27. November 2009